# Yves Vatelot
Yves Vatelot, né le 18 août 1953 à Sevran, est un entrepreneur, investisseur et dirigeant d'entreprises français dans les domaines des technologies, du petit électroménager et du vin.

## Biographie
Dans les années 1980, Yves Vatelot lance son entreprise Silk-épil qui commercialise des appareils de petit électroménager et notamment un modèle d'épilateur électrique dont il est le coinventeur,,. En 1988, il la cède au groupe Gillette ce qui lui permet de faire sa fortune,.
Un an plus tard, lui et son épouse deviennent propriétaire du château de Reignac situé dans l'Entre-deux-Mers,.
En novembre 2016, le PMU lui confie le développement de la prise de paris pour sa Masse Commune Internationale sur le continent Africain,. Il s’agit pour le PMU d’étendre son réseau aux pays Africains anglophones où il n’est pas distribué  et, pour les pays Africains francophones qui sont eux distribués en masse séparée de leur donner un accès à la masse commune internationale qui apporte transparence et traçabilité ainsi que des gains très attractifs pour les parieurs.
En 2018, il est condamné pour pratique commerciale trompeuse après avoir utilisé la mention « grand cru classé » dans une publicité,,.